# Villa Hidalgo, Baja California Sur
Villa Hidalgo är en ort i Mexiko.   Den ligger i kommunen Comondú och delstaten Baja California Sur, i den västra delen av landet, 1 500 km väster om huvudstaden Mexico City. Villa Hidalgo ligger 33 meter över havet och antalet invånare är 282.
Terrängen runt Villa Hidalgo är mycket platt. Runt Villa Hidalgo är det mycket glesbefolkat, med 3 invånare per kvadratkilometer. Närmaste större samhälle är Benito Juárez, 11,1 km öster om Villa Hidalgo. Omgivningarna runt Villa Hidalgo är i huvudsak ett öppet busklandskap.